# گورهای دسته‌جمعی استپار

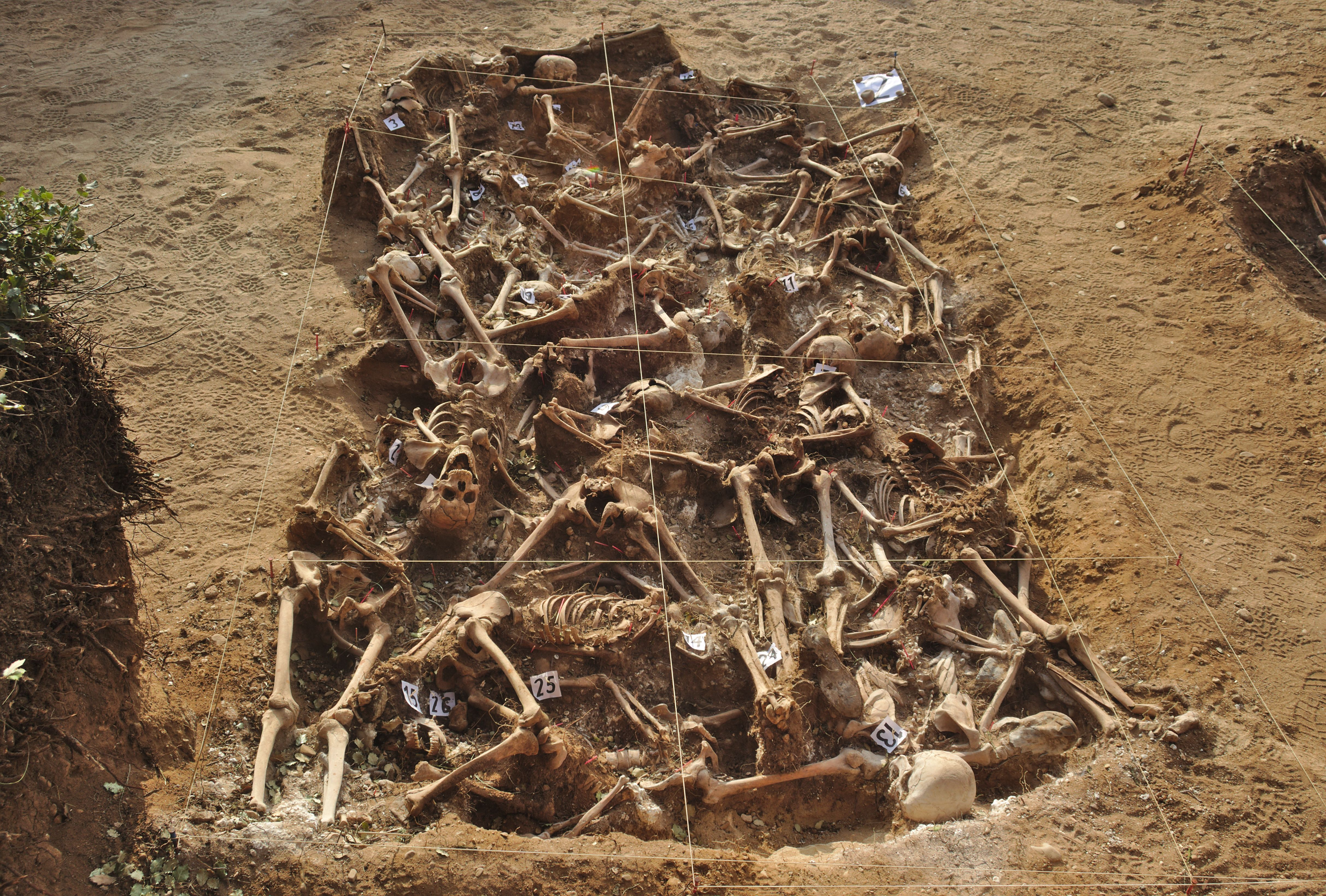
یکی از گورهای رایج استپار.

گور دسته جمعی استپار (یا کوه استپار) گروهی از گور دسته جمعی است که در کوه‌های نزدیک به استپار در بورگوس اسپانیا قرار دارد. در این مکان‌ها صدها نفر در پی سرکوب در منطقه شورشی در جنگ داخلی اسپانیا کشته و دفن شده‌اند. تعداد کشته شدگان ۳۷۱ نفر ذکر شده‌است، و به گفته برخی مورخان تا هزار نفر بوده‌اند. اما به دلیل عدم وجود نشانی از مکان آنها، مانع انجام هرگونه بومی سازی در این زمینه می‌شود. بیشتر کشته‌شدگان از زندان مرکزی بورگوس بیرون برده شدند.
از دوم آگوست یعنی تنها دو هفته پس از آغاز جنگ تا ۱۲ اکتبر ۱۶ آزادی زندانیان صورت گرفت که شامل خارج کردن گسترده و سیستماتیک زندانیان از زندان با هدف رسمی آزادی آنها، اما در نهایت اعدام تا تیرباران شوند و در گورهای دسته جمعی دفن گردند

## بازیابی حافظه تاریخی
در تابستان ۲۰۰۳، زمانی که بستگان قربانیان شروع به بسیج کردند تا خواستار جستجو و بازیابی اجساد بستگان خود شوند هماهنگ‌کننده برای بازیابی حافظه تاریخی (CRMH) بورگوس ایجاد شد.
در سال ۲۰۱۲، با کمک دولت زاپاترو، یک مطالعه جغرافیایی انجام شد که امکان یافتن سه گور دسته جمعی را فراهم کرد. بعدها قبر چهارم پیدا شد. در ژوئیه ۲۰۱۴، ۷۰ جسد از سه قبر اول بیرون آورده شد، در آوریل ۲۰۱۵، کار نبش قبر در گور چهارم انجام شد، که ۲۶ جسد دیگر پیدا شد.

## قربانیان
برخی از مهم‌ترین قربانیان عبارتند از:
- انریکه ماستو مارتینز، شهردار ملگار د فرنامنتال؛
- آنتونیو خوزه مارتینز پالاسیوس (۳۳ ساله)، نوازنده؛
- آنتونیو پاردو کاساس (۲۷ ساله)، روزنامه‌نگار.

## ادای احترام
در سال ۲۰۱۴، CMRH بورگوس، اسپاسیو تانگنته و پلتفرم هنرمندان ضد فاشیست نمایشگاهی را برای حمایت از نبش قبر قربانیان دوران فرانکو ترتیب دادند که از طریق یک کمپین تأمین مالی شد.

## کتابشناسی
- Ruiz Vilaplana, Antonio (2012). Espinosa Maestre, Francisco; Castro Berrojo, Luis, eds. Doy fe... Sevilla: Espuela de Plata. ISBN 9788415177494.

1. ↑  "Asociación". Coordinadora por la Recuperación de la Memoria Histórica de Burgos. Retrieved 31 de diciembre de 2017. {{cite web}}: Check date values in: |accessdate= (help)
2. ↑  "La inhumación de 96 cuerpos de represaliados cierra un círculo de dolor y duelo en Estépar". 7 de octubre de 2017. Retrieved 31 de diciembre de 2017. {{cite news}}: |first= missing |last= (help); Check date values in: |accessdate= و |date= (help)
3. ↑  "Se recuperan 70 cuerpos de asesinados en Estépar en el '36". 29 de julio de 2014. Retrieved 31 de diciembre de 2017. {{cite news}}: |first= missing |last= (help); Check date values in: |accessdate= و |date= (help)
4. ↑  "Proyecto". Monte de Estépar (به español e inglés). Retrieved 31 de diciembre de 2017. {{cite web}}: Check date values in: |accessdate= (help)نگهداری یادکرد:زبان ناشناخته (link)